# Yusifli (Masallı)
Yusifli è un comune dell'Azerbaigian situato nel distretto di Masallı.   